# Église Saint-Georges d'Užice
Pour les articles homonymes, voir Église Saint-Georges.
L'église Saint-Georges d'Užice (en serbe cyrillique : Црква Светог Ђорђа у Ужицу ; en serbe latin : Crkva Svetog Đorđa u Užicu) est une église orthodoxe serbe située à Užice et dans le district de Zlatibor en Serbie. Elle est inscrite sur la liste des monuments culturels protégés de la république de Serbie (identifiant no SK 376).